# Contributions to North American Ethnology
Die Contributions to North American Ethnology waren eine US-amerikanische Buchreihe mit Beiträgen zur Ethnologie Nordamerikas. Sie umfasst insgesamt neun Bände (I-VII, IX), Band VIII wurde nicht publiziert. Band II umfasst zwei Teile, während Band V drei Teile umfasst. Sie wurde vom Department of the Interior und dem U. S. Geographical and Geological Survey of the Rocky Mountain Region herausgegeben. Sie erschien seit 1877 in Washington, DC (Gov. Pr. Off.) unter der Leitung von John Wesley  Powell (1834–1902). Nach 1879 wurde die Reihe unter Supervision des Bureau of American Ethnology veröffentlicht.

## Übersicht
- 1 Tribes of the Extreme Northwest. William Healey Dall. Tribes of Western Washington and Northwestern Oregon. George Gibbs.  1877 (Digitalisat)
- 2,1 The Klamath Indians of South-Western Oregon. Albert Samuel Gatschet. 1890
- 2,2 The Klamath Indians of South-western Oregon. Albert Samuel Gatschet.  1890 (Digitalisat)
- 3 Tribes of California. Stephen Powers. 1877 (Digitalisat)
- 4 Houses and house-life of the American aborigines. Lewis Henry Morgan. 1881
- 5,1 Observations on cup-shaped and other Lapodarian sculptures in the old world and in America. Charles Rau. 1881
- 5,2 On prehistoric trephining and cranial amulets. Robert Fletcher. 1882
- 5,3 A study of the manuscript troano. Cyrus Thomas. 1882
- 6 The Cegiha language. James Owen Dorsey. 1890
- 7 A Dakota-English dictionary. Stephen Return Riggs. 1890
- 8 (nicht erschienen)
- 9. Dakota Grammar, Texts, and Ethnography. Stephen Return Riggs, James Owen Dorsey. 1893